# Ново Жупанища
Ново Жупáнища (на гръцки: Νέα Λεύκη, Неа Левки) е село в Егейска Македония, Република Гърция, в дем Костур, област Западна Македония.

## География
Селото е разположено в Костурската котловина и отстои на 5 километра западно демовия център Костур. На практика е северна махала на Маняк, разположена северно от пътя за Костур.

## История
Селото е регистрирано като отделно селище от 1991 година.
| Година    | 1913 | 1920 | 1928 | 1940 | 1951 | 1961 | 1971 | 1981 | 1991 | 2001 | 2011 | 2021 |
| --------- | ---- | ---- | ---- | ---- | ---- | ---- | ---- | ---- | ---- | ---- | ---- | ---- |
| Население |      |      |      |      |      |      |      |      | 311  | 358  | 582  | 449  |